# Mesovelia hungerfordi
Mesovelia hungerfordi är en insektsart som beskrevs av Hale 1926. Mesovelia hungerfordi ingår i släktet Mesovelia och familjen vattenspringare. Inga underarter finns listade i Catalogue of Life.